# Ферид Мухич
Ферид Мухич (на босненски: Ferid Muhić; на македонска литературна норма: Ферид Мухиќ) е виден философ и публицист от Северна Македония.

## Биография
Роден е в бошняшко семейство, в 1944 година в Завидовичи, Босна, тогава в Югославия. Започва своята академична кариера като асистент в Института за социологически изследвания на Скопския университет в 1970 година. В 1974 година започва работа като асистент в катедрата по философия на Философския факултет. От 1976 година е доцент, а от 1980 година – редовен професор.
Той е почетен професор на Международния институт за ислямска мисъл и цивилизация в Куала Лумпур, Държавния университет на Флорида, Университета Сиракюз в Ню Йорк, Университет Париж-VIII, Университета на Югоизточна Европа и няколко университета в Югоизточна Европа. Член е на Македонския ПЕН център и на дружеството Независими писатели на Македония.
Основните му професионални интереси са съвременна философия, културна антропология, естетика, философия на политиката. Носител е на Международната награда Златен пръстен за литературен опус за 2009 г.
В 2016 година е избрана за независим депутат в Събранието на Република Македония.

## Творчество
Книги
- Методи на критиката, 1977; Мисла;
- Револуции и класни борби, 1978; Култура;
- Филозофија на иконоклазмот, 1983, Босна и Херцеговина;
- Мотивација и медитација, 1988; Македонска книга;
- Штитот од злато, 1988; 9 издания, преведени на английски, френски, албански и турски, първото издание е публикувано от Просвета, Югославия;
- Ноуменологија на телото, 1994; Табернакул;
- Soul's Rose, 1994;
- Јазикот на философијата, 1995;
- Македонија: Catena Mundi, Табернакул, 1995;
- Разум и моќ, Битола, 1996;
- Yugoslavia and After, Longman, UK;
- Големата градба и други разговори со непознатиот, 2001; Блесок; ISBN 9989-59-006-0
- Логос и хиерархија, Скопје, 2001.
- Големата градба и други разговори со непознатиот, Блесок[4]
- Прамен волна, Блесок, ISBN 9989-59-014-1
- Потомци на Боговите, Скопје, 2006[5]

Поезия
- Falco Peregrinus, 1988;
- Стотина чекори нагоре, 1994;
- Чадот од догорчето на сонот, 1996.
- Врв, Бенгу, Анкара[6]